# آلن کروگر
آلن کروگر (به انگلیسی: Alan Krueger) اقتصاددان آمریکایی بود. وی استاد اقتصاد سیاسی در دانشگاه پرینستون بوده و هم‌چنین عضو پژوهشی دفتر ملی پژوهش اقتصادی بوده و رئیس شورای مشاوران اقتصادی دولت سابق آمریکا بود و از اقتصاددانان برجسته جهان به‌شمار می‌رفت. او همچنین نقش پررنگی در تعیین سیاست‌های اقتصادی دولت اوباما داشته‌است. طبق اطلاعات مرتبط با مقالات پژوهشی در اقتصاد وی یکی از ۵۰ اقتصاددان برتر دنیا شناخته شده است.
وی در ۱۶ مارس ۲۰۱۹ در خانه‌اش در پرینستون، نیوجرسی درگذشت.
| محتوا | محتوا                 |
| ----- | --------------------- |
| ۱     | دوران کودکی و تحصیلات |
| ۲     | کار                   |
| ۳     | زندگی شخصی            |
| ۴     | مرگ و علت مرگ         |
| ۵     | کتاب ها               |
| ۶     | منابع                 |
| ۷     | سایر منابع            |

## دوران کودکی و تحصیلات
کروگر در خانواده ای یهودی در لیوینگستون, نیوجرسی به دنیا آمد و از دبیرستان لیوینگستون در سال ۱۹۷۹ فارغ التحصیل شد.

## زندگی شخصی
کروگر با لیزا سایمون ازدواج کرد و دو فرزند داشت.